# Símbolos presidenciales de Perú

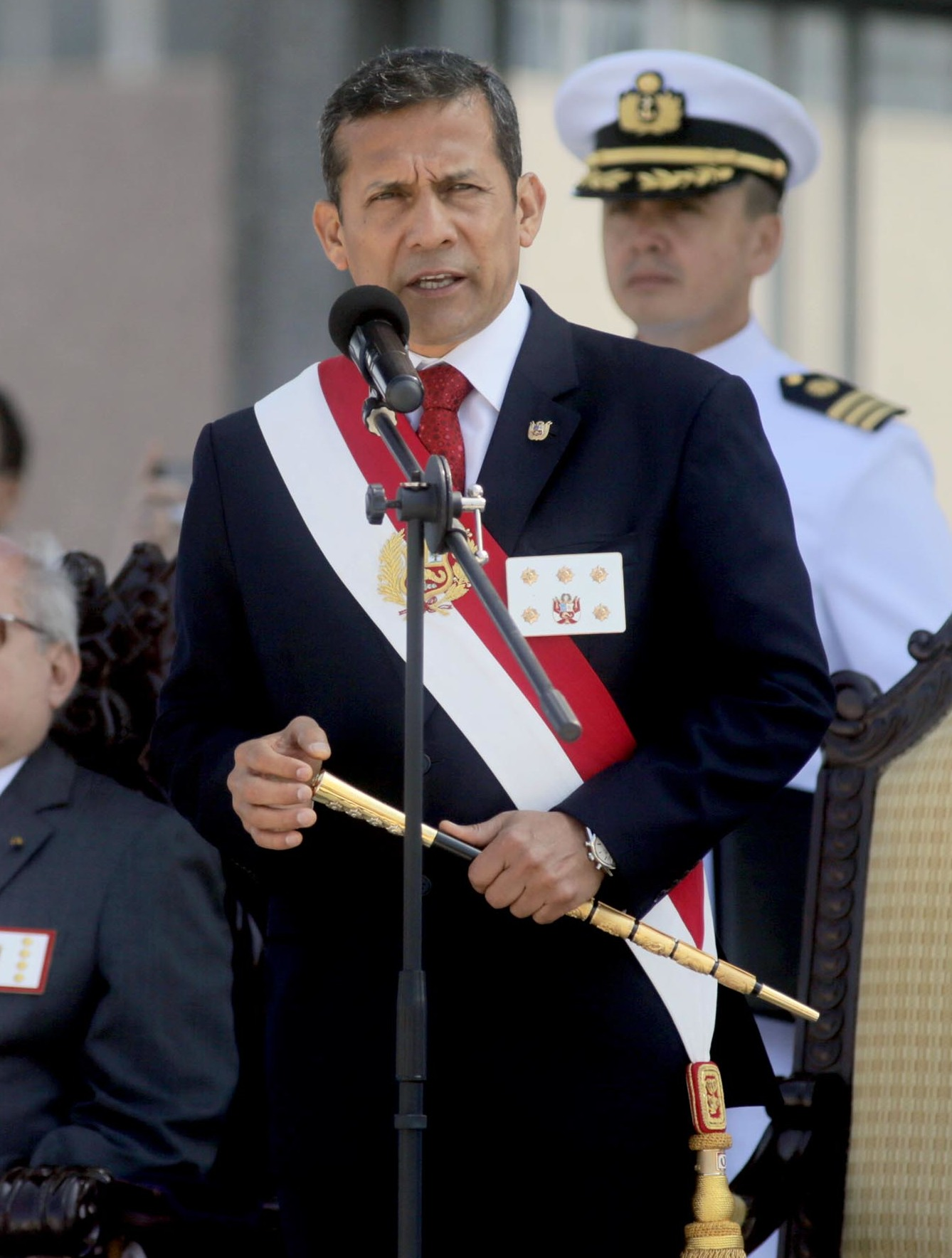
El presidente Ollanta Humala con los distintos símbolos presidenciales: la banda, la placa y el bastón de mando.

Los símbolos presidenciales de Perú se componen por la banda presidencial bicolor, la placa presidencial, el bastón de mando y el Gran Collar de brillantes; todos estos son de uso exclusivo del presidente Constitucional de la República del Perú.

## Banda presidencial
La banda presidencial de Perú está formada por dos franjas del mismo ancho con los colores nacionales: roja la franja superior y blanca la inferior. Es uno de los distintivos que ostenta el Presidente del Perú, por ser quien constitucionalmente personifica a la Nación, y la insignia de mando supremo que ha sido usada desde los inicios de la República por los distintos mandatarios.
Es recibida por el presidente electo durante la ceremonia de traspaso de poderes ante el Congreso Nacional en el Palacio Legislativo. Es usada por el presidente en las distintas ceremonias protocolares y cuando se dirige al pueblo peruano en un mensaje a la Nación. 

## Placa presidencial

Insignia de mando que reconoce al presidente como Jefe Supremo de las Fuerzas Armadas del Perú.

El presidente de la República, adicionalmente, cuando preside ceremonias militares, lleva una placa en el bolsillo superior izquierdo de la chaqueta, a manera de solapero con las insignias del mando militar que lo reconoce como Jefe Supremo de las Fuerzas Armadas. Es heredera de los distintivos y honores militares que llevaban los presidentes pertenecientes a la Fuerza Armada. Es de color blanca, tiene 5 soles dorados y el escudo de armas de la República del Perú.

## Bastón de mando
Tiene en su origen en la costumbre española de simbolizar el poder -principalmente en los caso de los regidores, corregidores e intendentes- con un bastón. La costumbre fue introducida en el siglo XVIII en los Andes, tras la rebelión de José Gabriel Túpac Amaru y Túpac Katari en 1780-1781 para representar la dignidad de alcalde de indios: alcalde-vara o varayoc (el que porta la vara en quechua). A diferencia de Argentina, el uso de un bastón que simbolice el poder y el cargo de presidente (simbólicamente, el varayoc), no ha sido común en la historia de la presidencia peruana e innumerables veces ha sido reemplazada por el sable o la espada de los presidentes militares. Solo un puñado de casos son destacables. Mariano Ignacio Prado, José Balta y Augusto B. Leguía lo usaron en cuadros y fotografías presidenciales. Alejandro Toledo, hizo uso del bastón en su asunción simbólica al cargo en el Cusco y también en otras pocas ocasiones. Su más reciente uso corresponde al 29 de julio de 2008, fecha del tradicional desfile militar, cuando Alan García llevó un pequeño bastón presidencial, el mismo utilizado por Ollanta Humala en el desfile militar del 29 de julio de 2011.